# Campionat de València de futbol
El Campionat de València de futbol fou la màxima competició futbolística disputada al País Valencià en els primers anys del futbol al territori.

## Història
La Federació Valenciana del Clubs de Football va ser fundada el 2 de maig de 1909 per Francisco Sinisterra, qui fou primer president. Entre 1909 i 1916 els equips de la ciutat de València van disputar diferents campionats predecessors del campionat de València. El 1919 es creà la Federació de Futbol de Llevant, que el 1925 es dividí donant lloc a la Federació Valenciana de Futbol i a la Federació Murciana de Futbol. La federació valenciana va incloure clubs de Castelló, València i la ciutat d'Alcoi, però la resta de clubs alacantins s'adheriren a la federació murciana. A partir de la temporada 1925-26 la federació organitzà el Campionat de València de futbol.

## Historial
Font:

### Campionat de València
| Temporada | Campió                             | Refs  |
| --------- | ---------------------------------- | ----- |
| 1909      | FC València (1)                    | [ 1 ] |
| 1909-10   | FC València (2)                    | [ 1 ] |
| 1910-11   | Societat Gimnàstica Valenciana (3) | [ 1 ] |
| 1911-12   | Hispania FC (1)                    | [ 1 ] |
| 1912-13   | Hispania FC (2)                    | [ 1 ] |
| 1913-14   | Hispania FC (3)                    | [ 1 ] |
| 1914-15   | n/d                                | n/d   |
| 1915-16   | Sagunt FC (1)                      |       |
| 1916-17   | n/d                                | n/d   |
| 1917-18   | n/d                                | n/d   |

### Campionat de Llevant - Secció Nord
L'any 1919, amb la creació de la Federació de Futbol de Llevant, els clubs va ser dividits en dues seccions, la secció Nord (províncies de València i Castelló) i la secció Sud (províncies d'Alacant, Múrcia i Albacete). Els campions següents són els campions de la secció Nord, els quals es classificaven per disputar la final del Campionat de Llevant de futbol.
| Temporada | Campió                     | Resultat | Subcampió    | Refs  |
| --------- | -------------------------- | -------- | ------------ | ----- |
| 1918-19   | Gimnàstic FC (1)           | 1-0      | Cervantes FC | [ 3 ] |
| 1919-20   | Gimnàstic FC (2)           | 7-1, 2-0 | SC Castàlia  | [ 3 ] |
| 1920-21   | Cervantes FC (1)           | 1-1, 3-1 | Gimnàstic FC | [ 3 ] |
| 1921-22   | Espanya FC de València (1) | 1-1, 2-1 | Cervantes FC | [ 3 ] |
| 1922-23   | València FC (1)            | lliga    | Gimnàstic FC | [ 3 ] |
| 1923-24   | Gimnàstic FC (3)           | lliga    | València FC  | [ 3 ] |
| 1924-25   | València FC (2)            | 1-0, 1-0 | CE Castelló  | [ 3 ] |

### Campionat de València
El juliol de 1924, els clubs de Múrcia i Albacete, així com la majoria de clubs d'Alacant, es segregaren de la federació i crearen la Federació Murciana. La resta de clubs s'integraren a la Federació Valenciana.
L'any 1934, la FEF va dur a terme una reestructuració del futbol estatal i va crear una sèrie de campionats interregionals, oficialment anomenats Suprarregionals, jeràrquicament situats per sobre dels campionats regionals. Així, la temporada 1934-35 es disputà el Campionat Suprarregional València-Múrcia-Sud-Oest, i els anys 1935-36 i 1936-37 es jugà el Campionat Suprarregional València-Múrcia.
| Campionat Suprarregional València-Múrcia-Sud-Oest |
| Campionat Suprarregional València-Múrcia          |

| Temporada | Campió                                                    | Resultat                                                | Subcampió                                               | Refs        |
| --------- | --------------------------------------------------------- | ------------------------------------------------------- | ------------------------------------------------------- | ----------- |
| 1925-26   | València FC (3)                                           | lliga                                                   | Llevant FC                                              | [ 3 ]       |
| 1926-27   | València FC (4)                                           | lliga                                                   | CE Castelló                                             | [ 3 ]       |
| 1927-28   | Llevant FC (1)                                            | lliga                                                   | València FC                                             | [ 3 ]       |
| 1928-29   | CE Castelló (1)                                           | lliga                                                   | València FC                                             | [ 3 ]       |
| 1929-30   | CE Castelló (2)                                           | lliga                                                   | València FC                                             | [ 3 ]       |
| 1930-31   | València FC (5)                                           | lliga                                                   | CE Castelló                                             | [ 3 ]       |
| 1931-32   | València FC (6)                                           | lliga                                                   | CE Castelló                                             | [ 3 ]       |
| 1932-33   | València FC (7)                                           | lliga                                                   | CE Castelló                                             | [ 3 ]       |
| 1933-34   | València FC (8)                                           | lliga                                                   | Llevant FC                                              | [ 3 ]       |
| 1934-35   | vegeu Campionat Suprarregional València-Múrcia-Sud-Oest   | vegeu Campionat Suprarregional València-Múrcia-Sud-Oest | vegeu Campionat Suprarregional València-Múrcia-Sud-Oest | [ 3 ]       |
| 1934-35   | FC Nules                                                  | 6-0                                                     | CE Borriana                                             | [ 7 ] [ 3 ] |
| 1935-36   | vegeu Campionat Suprarregional València-Múrcia            | vegeu Campionat Suprarregional València-Múrcia          | vegeu Campionat Suprarregional València-Múrcia          | [ 3 ]       |
| 1935-36   | CD Vila-real                                              | lliga                                                   | AD Alzira                                               | [ 8 ] [ 3 ] |
| 1936-37   | vegeu Campionat Suprarregional València-Múrcia            | vegeu Campionat Suprarregional València-Múrcia          | vegeu Campionat Suprarregional València-Múrcia          | [ 3 ]       |
| 1936-37   | No es disputà o es desconeix la segona categoria regional |                                                         |                                                         |             |
| 1937-38   | València FC (9)                                           | lliga                                                   | Llevant FC / Gimnàstic FC                               | [ 9 ]       |
| 1938-39   | No es disputà per la Guerra Civil                         | No es disputà per la Guerra Civil                       | No es disputà per la Guerra Civil                       | [ 3 ]       |
| 1939-40   | València FC (10)                                          | lliga                                                   | UE Llevant-Gimnàstic                                    | [ 3 ]       |

## Palmarès
- València Club de Futbol: 10 títols (1922-23, 1924-25, 1925-26, 1926-27, 1930-31, 1931-32, 1932-33, 1933-34, 1937-38, 1939-40
- Foot-ball Club València (inclou Societat Gimnàstica Valenciana): 3 títols (1909, 1909-10, 1910-11)
- Hispania Football Club: 3 títols (1911-12, 1912-13, 1913-14)
- Gimnàstic Futbol Club: 3 títols (1918-19, 1919-20, 1923-24)
- Club Esportiu Castelló: 2 títols (1928-29, 1929-30)
- Sagunt Football Club: 1 títol (1915-16)
- Cervantes Futbol Club: 1 títol (1920-21)
- Espanya FC de València: 1 títol (1921-22)
- Llevant Futbol Club: 1 títol (1927-28)